# Voorste Stroom
 (juillet 2014).
Si vous disposez d'ouvrages ou d'articles de référence ou si vous connaissez des sites web de qualité traitant du thème abordé ici, merci de compléter l'article en donnant les références utiles à sa vérifiabilité et en les liant à la section « Notes et références ».
 (juillet 2014).
Le Voorste Stroom est une petite rivière néerlandaise du Brabant-Septentrional.

## Géographie
Il s'agit du cours inférieur du Nieuwe Leij, qui coule entre Tilburg et Oisterwijk. Près d'Oisterwijk se situe le confluent du Voorste Stroom et de l'Achterste Stroom, d'où naît l'Esschestroom.
Autrefois, deux moulins à eau étaient situés sur le Voorste Stroom, à Laag Heukelom et à Oisterwijk.